# Bāmakān
Bāmakān (persiska: بامَكان, بامكان, بامِكان) är en ort i Iran.   Den ligger i provinsen Yazd, i den centrala delen av landet, 500 km sydost om huvudstaden Teheran. Bāmakān ligger 1 801 meter över havet och antalet invånare är 130.
Terrängen runt Bāmakān är bergig.Runt Bāmakān är det ganska tätbefolkat, med 83 invånare per kvadratkilometer. Närmaste större samhälle är Kheẕrābād, 6,7 km öster om Bāmakān. Trakten runt Bāmakān är ofruktbar med lite eller ingen växtlighet.